# Мулен-Маж
Муле́н-Маж (фр. Moulin-Mage, окс. Lo Molin Màger) — коммуна во Франции, находится в регионе Юг — Пиренеи. Департамент — Тарн. Входит в состав кантона От-Тер-д’Ок. Округ коммуны — Кастр.
Код INSEE коммуны — 81188.

## География

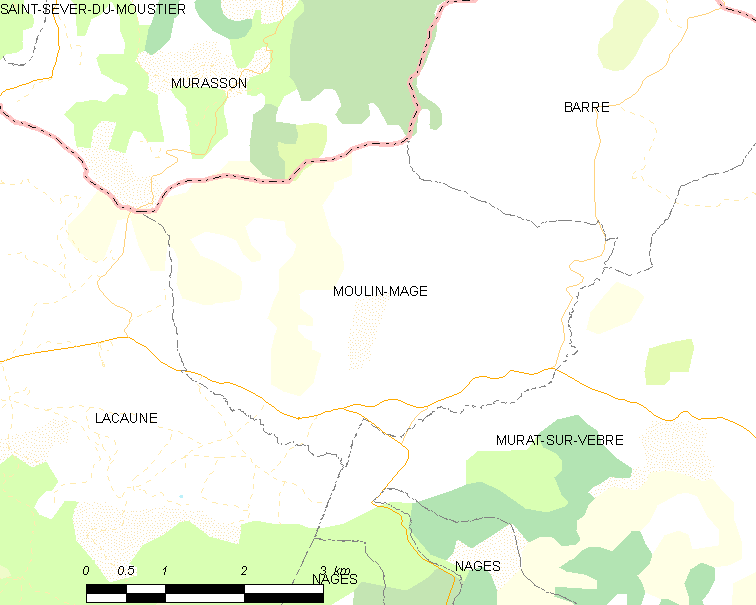
Карта коммуны

Коммуна расположена приблизительно в 580 км к югу от Парижа, в 115 км восточнее Тулузы, в 60 км к юго-востоку от Альби.

## Климат
Климат умеренно-океанический. Зима мягкая и дождливая, лето жаркое с частыми грозами. Ветры довольно редки.

## Население
Население коммуны на 2010 год составляло 319 человек.
| 1962 | 1968 | 1975 | 1982 | 1990 | 1999 | 2010 |
| ---- | ---- | ---- | ---- | ---- | ---- | ---- |
| 357  | 381  | 346  | 358  | 365  | 364  | 319  |

## Администрация
| Период | Период | Фамилия         | Партия        | Примечания               |
| ------ | ------ | --------------- | ------------- | ------------------------ |
| 1989   | 1995   | Жан Эвра        |               |                          |
| 1995   | 2004   | Роже Вердье     |               |                          |
| 2004   | 2008   | Жан Пьер        |               |                          |
| 2008   | 2014   | Мишель Видаль   | Разные правые | член генерального совета |
| 2014   | 2020   | Паскаль Кутюрье |               |                          |

## Экономика
В 2007 году среди 216 человек в трудоспособном возрасте (15—64 лет) 166 были экономически активными, 50 — неактивными (показатель активности — 76,9 %, в 1999 году было 71,9 %). Из 166 активных работали 157 человек (87 мужчин и 70 женщин), безработных было 9 (2 мужчин и 7 женщин). Среди 50 неактивных 13 человек были учениками или студентами, 22 — пенсионерами, 15 были неактивными по другим причинам.

## Достопримечательности
- Церковь Нотр-Дам
- Церковь Св. Илария
- Менгир Вакан-де-Рьёвьель

## Фотогалерея

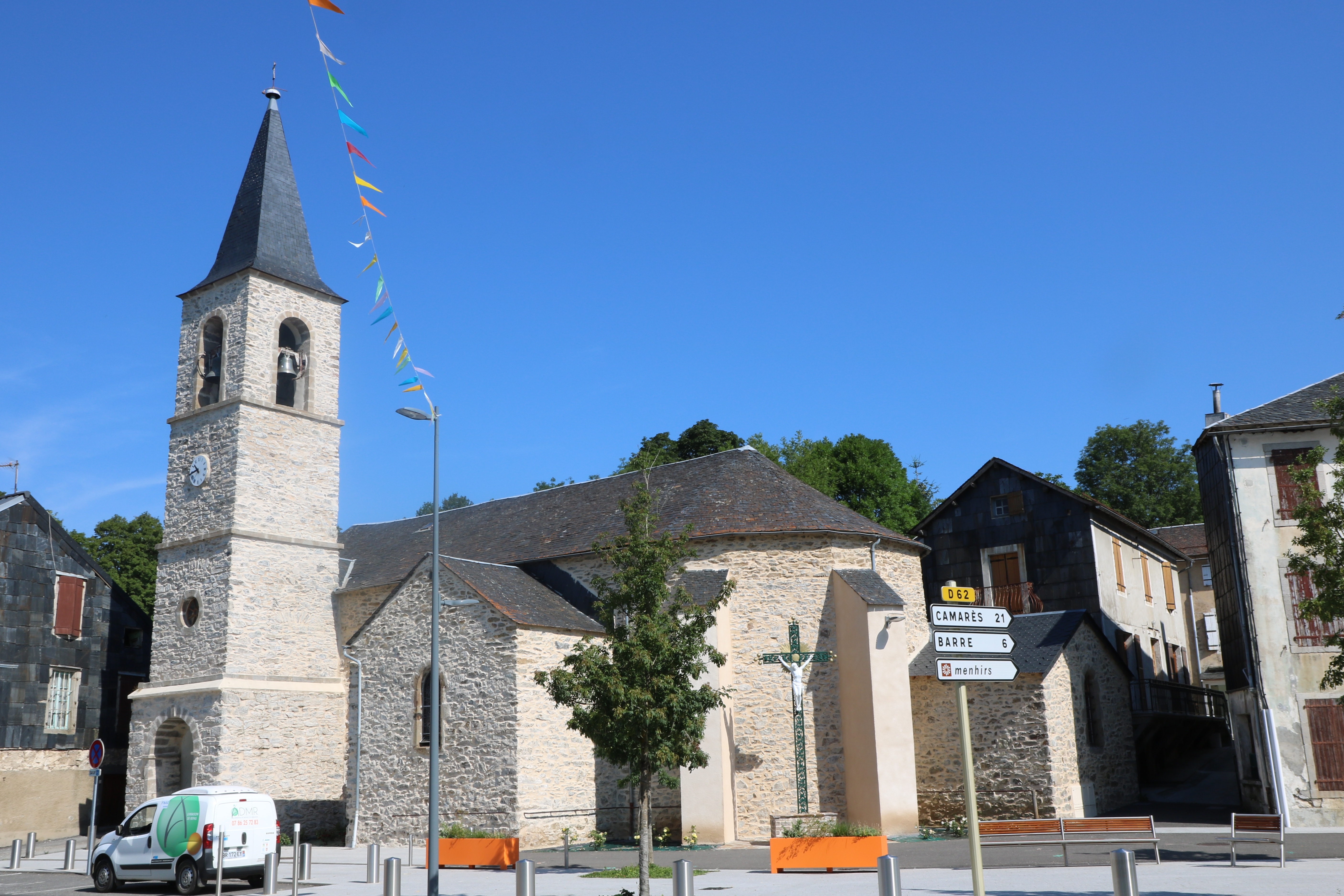
Церковь Нотр-Дам
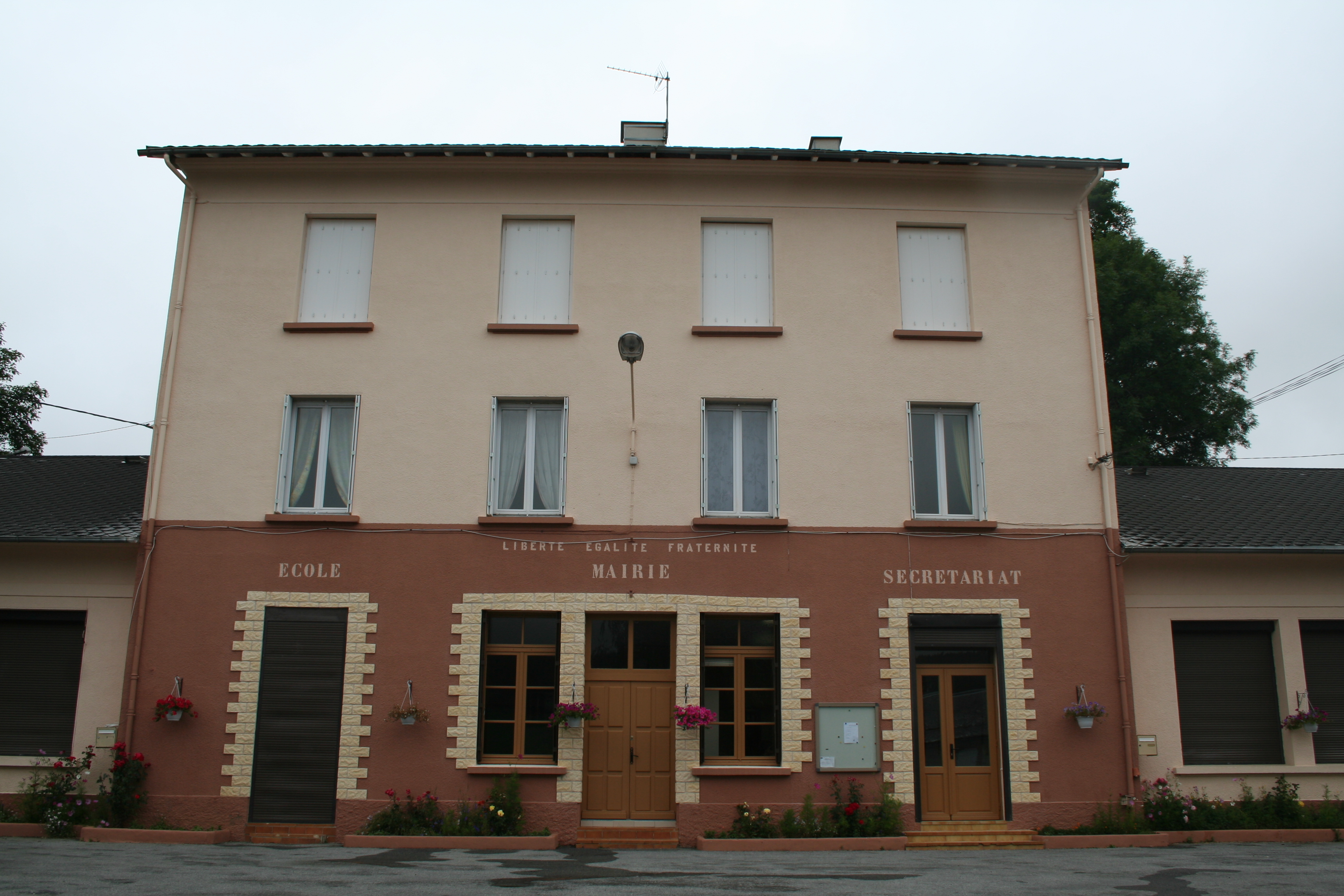
Мэрия
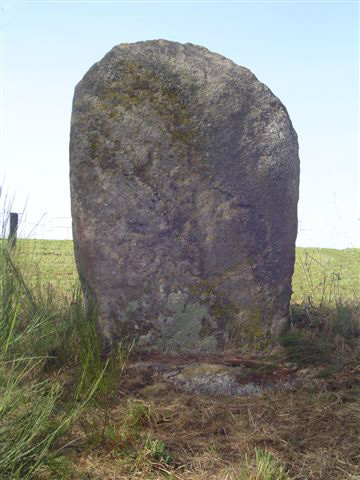
Менгир Вакан-де-Рьёвьель
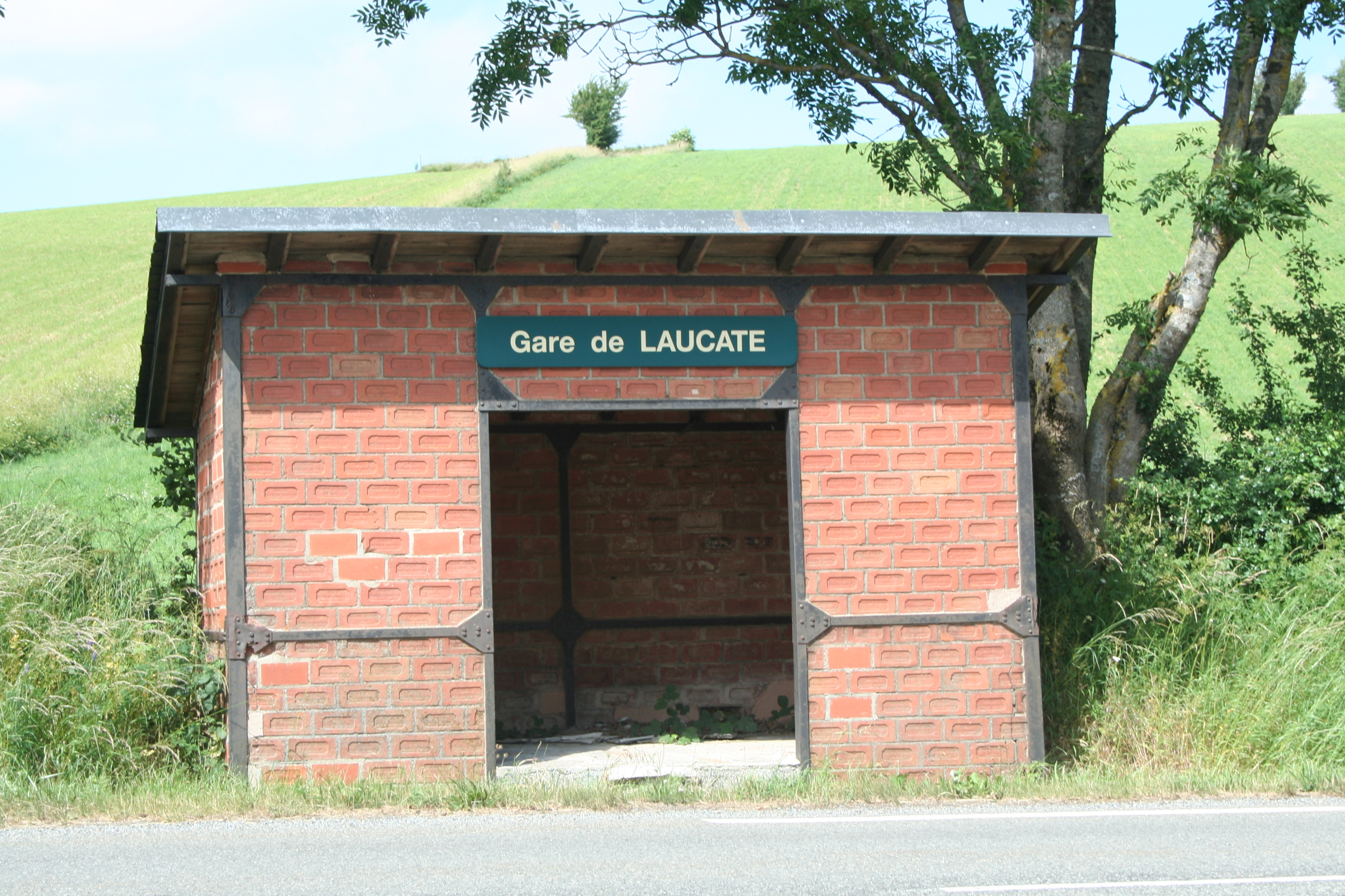
Вокзал
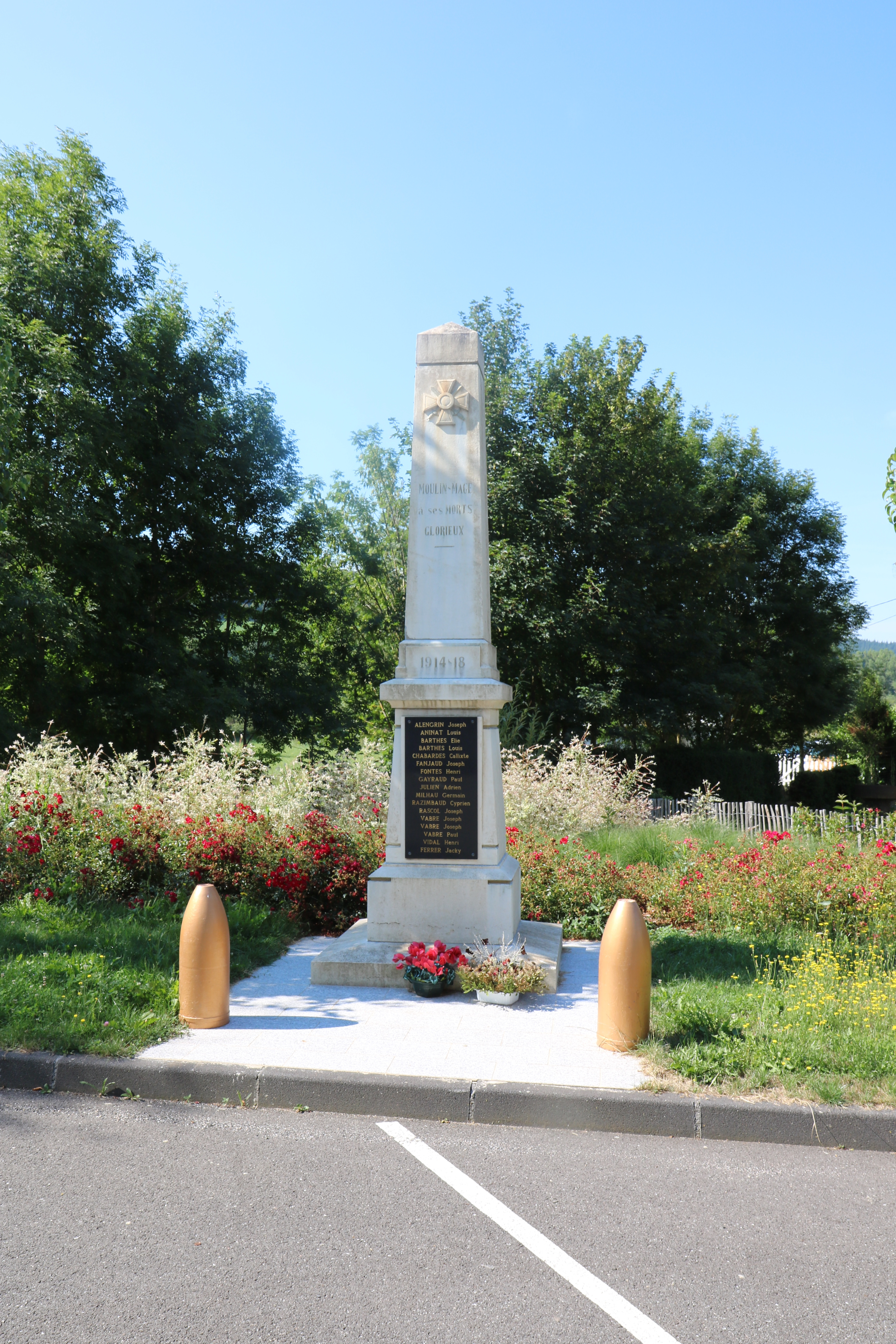
Военный мемориал
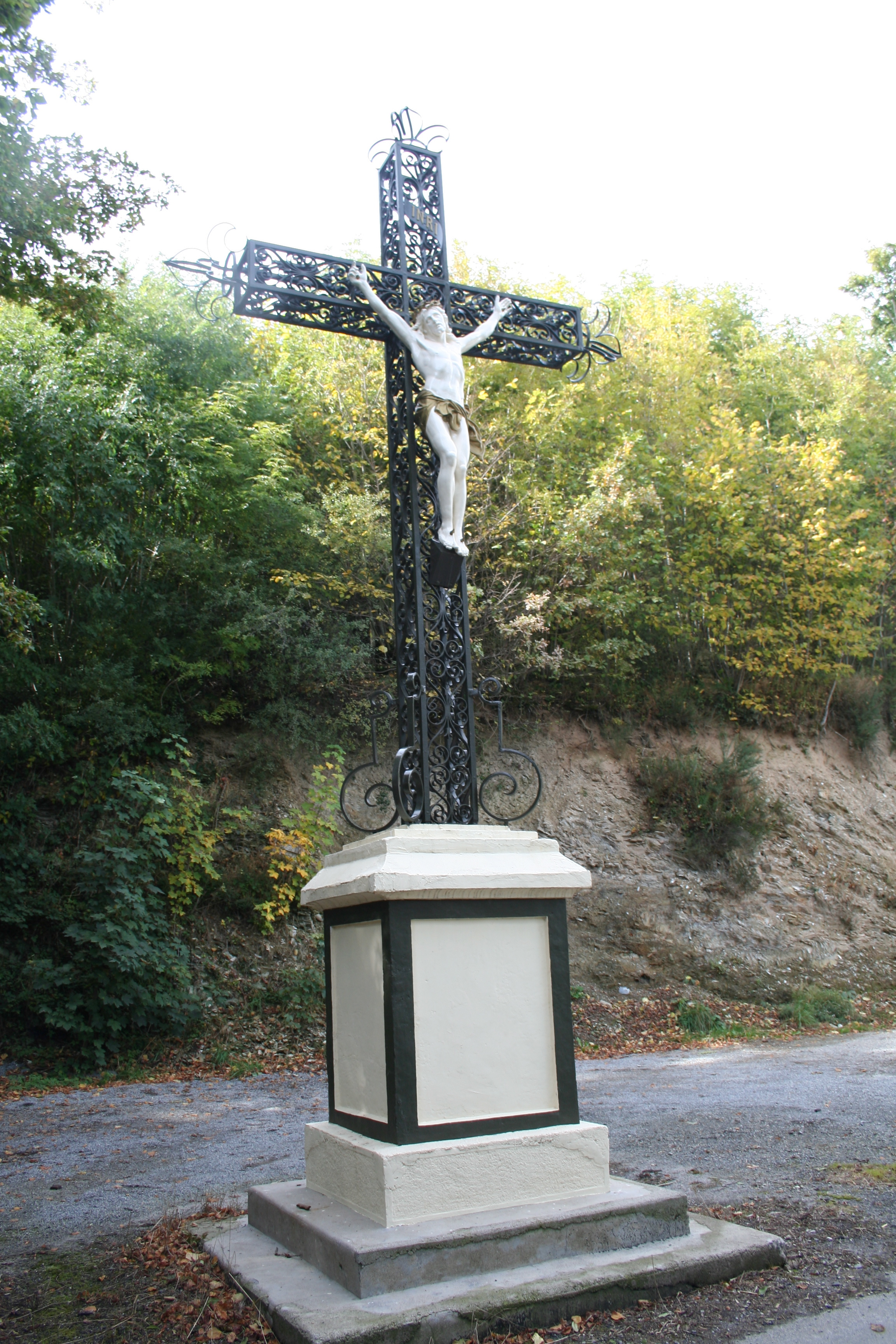
Крест